# Instytut Romana Dmowskiego w Londynie
Instytut Romana Dmowskiego w Londynie – polska emigracyjna placówka istniejąca od 1979 do 1992 roku w Londynie. Głównym zadaniem Instytutu było gromadzenie wszelkich dokumentów związanych z działalnością Stronnictwa Narodowego i jego działaczy, prowadzenie akcji odczytowej oraz wydawnictwa.

## Historia i działalność
W grudniu 1979 roku przed zbliżająca się 41-rocznicą śmierci Romana Dmowskiego z inicjatywy ówczesnego prezesa Stronnictwa Narodowego Tadeusza Bieleckiego powołano Instytut Romana Dmowskiego w Londynie. Jego prezesem został Józef Płoski (1912-1987), Józef Baraniecki, sekretarzem Jerzy Skirgajło-Jacewicz, skarbnikiem Franciszek Strzałko. Członkami zarządu zostali: Konrad Niklewicz i Adam Treszka. Przewodniczącym Rady Instytutu był został Tadeusz Bielecki.  Po jego śmierci przewodniczącym Rady Instytutu został Józef Baraniecki, wiceprzewodniczącym Adam Treszka zaś członkami Rady: J. Treszkowa, T Drzewiecki, Paweł Hęciak, H. Kaniewski, A. Nabywaniec, Jan Niedzielski oraz członkowie zarządu. Po śmierci prezesa Józefa Płoski w 1987 roku funkcję tę także przejął Józef Baraniecki. Instytut wydawał publikacje książkowe dotyczące Romana Dmowskiego. Księgozbiór Instytutu przechowywano w lokalu „Veritas”. Po transformacji ustrojowej w Polsce, emigracyjni działacze Stronnictwa Narodowego nawiązali kontakt z ordynatem Janem Tomaszem Zamoyskim, który w 1991 powołał w Warszawie Stronnictwo Narodowo-Demokratyczne i został prezesem tej partii. Założył też Instytut Historyczny im. Romana Dmowskiego w Warszawie. Ostatni prezes emigracyjnego Stronnictwa Narodowego Józef Baraniecki zwołał w Londynie VII Zjazd Stronnictwa Narodowego (4-6 września1992), który podjął uchwałę o samorozwiązaniu partii i przekazaniu politycznego dziedzictwa oraz majątku Stronnictwu Narodowo-Demokratycznemu z zadaniem zachowania ciągłości ideowej i politycznej ruchu narodowego. Jednocześnie rozwiązano Instytut Romana Dmowskiego w Londynie, przekazując jego zbiory do Instytutu Historycznego im. Romana Dmowskiego w Warszawie.    